# Sel de N-oxoammonium

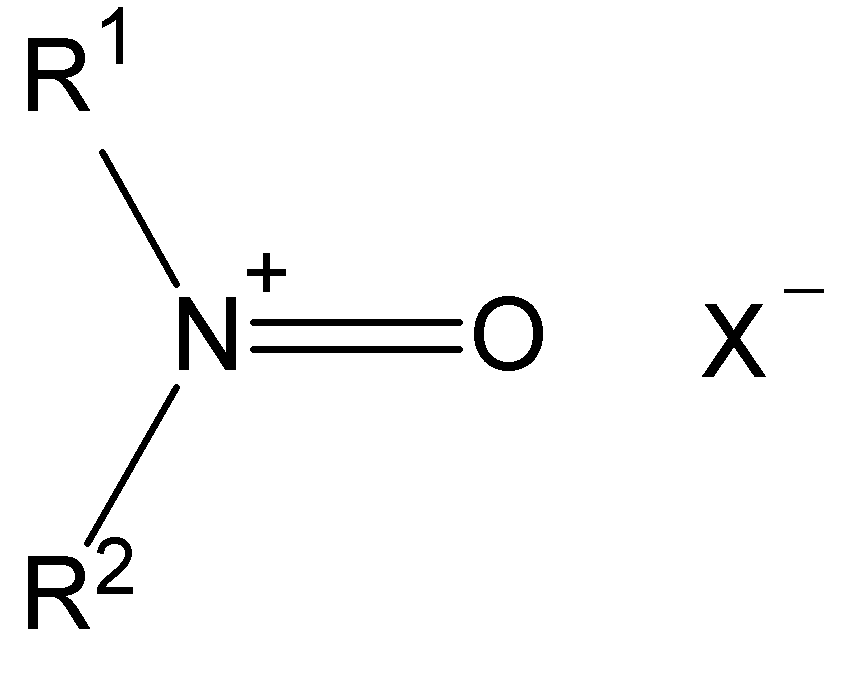
Structure d'un sel de N-oxoammonium.

En chimie organique, les sels de N-oxoammonium sont une classe de molécules organiques de structure R1R2N+=O X−, où X− est le contre-ion. Ils ont une structure électronique analogue à celle des groupes carbonyle.
Le sel de N-oxoammonium du TEMPO est utilisé pour l'oxydation d'alcools primaires en aldéhydes.